# 도도섬 (사루후쓰촌)
도도섬(일본어: 海馬島, とどじま)은 일본의 홋카이도 소야 지청에 있는 섬이다. 오호츠크해에 있으며 사루후쓰촌 바로 동쪽에 있다. 이 섬은 바위로 된 돌섬으로, 사람이 살지 않는 무인도이다.

## 같이 보기
- 벤텐섬
- 리시리섬
- 레분섬
- 오호츠크해
- 도도섬 (레분정)
- 오스콜키섬[도도섬(네무로시)]